# Hamnskär, Värmdö kommun

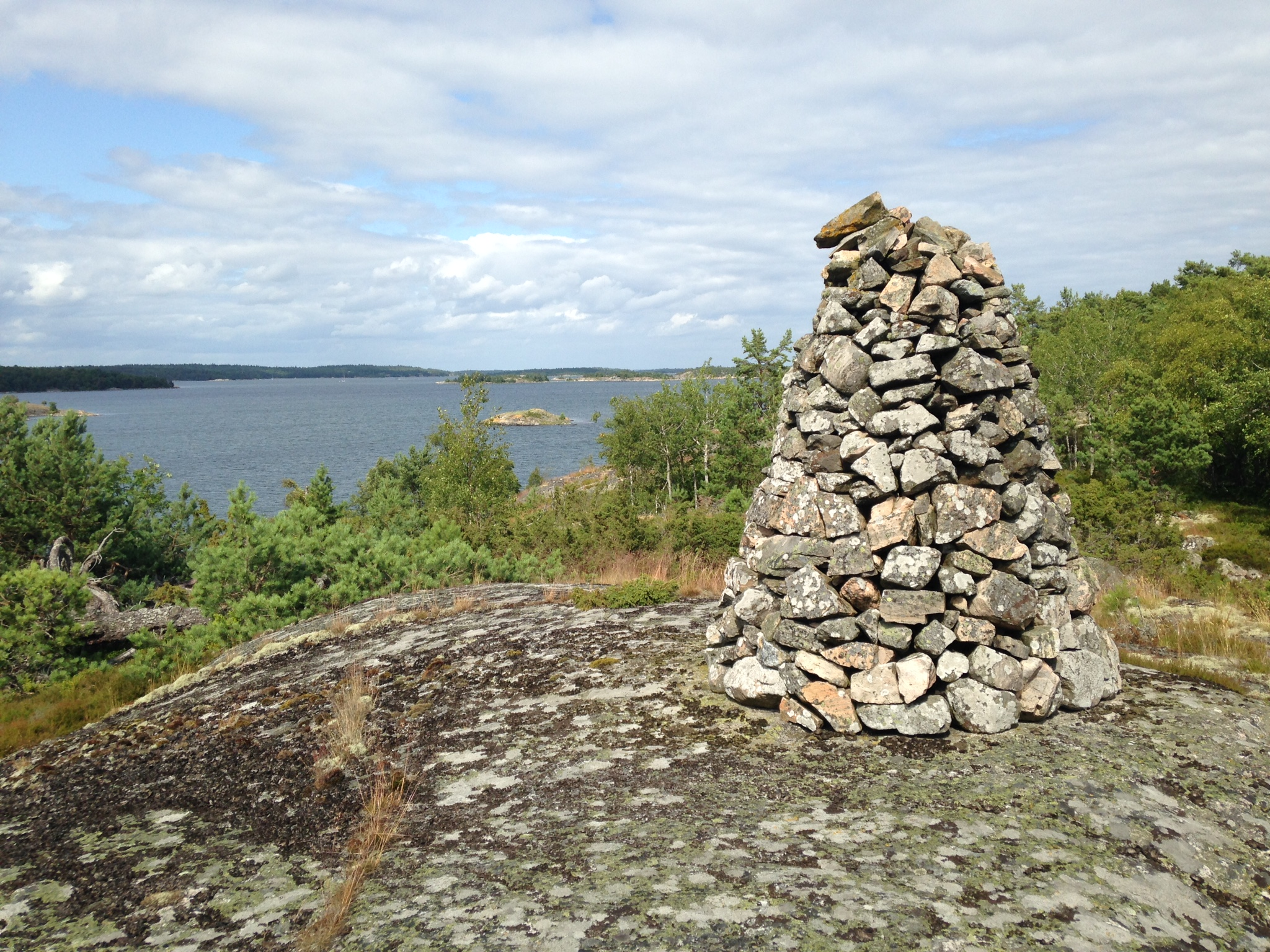
Hamnskär, stenkumlet på Kikarberget. Utsikt mot norr och Nämdö.

Hamnskär är en ö i Stockholms skärgård i Värmdö kommun i Södermanland. Hamnskär och omkringliggande öar ingår i Bulleröns naturreservat. Hamnskär kallas också Stora Hamnskär för att skilja den från Lill-Hamnskär som ligger 350 meter nordväst om huvudön.

## Historia
På Hamnskär anlades i början av 1800-talet ett torp som löd under Östanviks gård på Nämdö. År 1840 var sex personer bosatta på ön. Ön var helårsbebodd av fisketorpare till 1911 och hade därefter andra helårsboende fram till slutet av 1960-talet då ungkarlen Nisse Pettersson avled och hans förfallna stuga brändes ner. Nuvarande hus ägs av staten och förvaltas av Länsstyrelsen i Stockholms län. Det gamla torpet låg drygt 100 meter nordnordost om huset och dess husgrund, 8 gånger 3,5 meter, kan idag anas och är registrerad i fornminnesregistret.
Fisketorparna på Hamnskär anlade flera mycket små ängar på ön där boskap kunde beta och potatis odlas. I Institutet för språk och folkminnens ortnamnsregister finns Buteljängen, Långängen, Mellanängen och Norrängen angivna på huvudön samt Tallängen på det närliggande Koskären. De är idag igenväxta.
Idag hyrs torpet ut till allmänheten genom Länsstyrelsen i Stockholms län som del av Bullerö naturreservat.

## Geografi
Hamnskär ligger i ögruppen Skoboradens norra del som ligger i Nämdö socken. Den är landfast med Högholmen i öster och Sumpkobben i söder. Ön skiljs i nordöst från Brunskärs Trätskär av Hamnskärssund, i sydöst från Högkobben av Hemfladen och i sydväst från Koskären av Hötterhålet (förleden hötter- dialektalt ord för brunalger). Såväl Hötterhålet som Hemfladen är så uppgrundade att de inte lämpar sig för båttrafik. Hamnskärssund är dock en populär naturhamn med förtöjningmöjligheter och sopmajor på dess båda sidor. Koskären har historiskt tillhört Hamnskär, men är idag landfast med Ängskär. Koskären och Hamnskärs södra skärgård, till exempel Aspskär, bildar ett fågelskyddsområde.
Hamnskärs nordvästra sida är brant och klippig, det högst berget benämns Kikarberget (vanligt ortnamn i skärgården på höga berg i anslutning till gårdar varifrån man kunde bedöma isläge, väder och vind m.m.). På berget står ett stenkummel som är 2,4 meter högt och som ej är utsatt på sjökort.

## Fotnoter
1. ↑  Hedenstierna, Bertil (1990). Skärgårdsöar och fiskekobbar del 2. Kristianstad. sid. 95. ISBN 91-2959262-3
2. ↑  Källgård, Anders (2005). Sveriges öar. Kristianstad: Carlsson Bokförlag. sid. 345. ISBN 91-7203-465-3
3. ↑  17:1, Riksantikvarieämbetet.
4. ↑  ”Ortnamnsregistret, Nämdö socken, Sotholms härad, Stockholms län”. Arkiverad från originalet den 4 mars 2016. https://web.archive.org/web/20160304194751/http://www4.sprakochfolkminnen.se/NAU/bilder/_s1ab001/322311d1.htm. Läst 2 april 2015.
5. ↑  ”Hamnskär”. Bullerö Naturreservat. 1 juli 2015. http://bullero.se/sv/torpen/hamnskar/. Läst 9 oktober 2019.
6. ↑  18:1, Riksantikvarieämbetet.